# Sclerophrys lemairii
Espèce
Synonymes
- Bufo lemairii Boulenger, 1901
- Amietophrynus lemairii (Boulenger, 1901)

Statut de conservation UICN

 LC  : Préoccupation mineure
Sclerophrys lemairii est une espèce d'amphibiens de la famille des Bufonidae.

## Répartition
Cette espèce se rencontre :
- dans le sud de la République du Congo ;
- dans le sud de la République démocratique du Congo ;
- dans l'est de l'Angola ;
- dans l'Ouest et le Nord de la Zambie ;
- en Namibie dans la bande de Caprivi ;
- dans le Nord du Botswana dans le delta de l'Okavango.

## Étymologie
Cette espèce est nommée en l'honneur de Charles François Alexandre Lemaire (1863-1925).

## Publication originale
- Boulenger, 1901 : Matériaux pour la faune du Congo batraciens et reptiles nouveaux. Annales du Musée royal du Congo belge, Tervuren, Belgique, vol. 2, p. 7-14.